# Office Killer
Office Killer ist eine US-amerikanische Horrorkomödie. Das Spielfilmdebüt von Cindy Sherman stammt aus dem Jahr 1997.

## Handlung
Dorine Douglas arbeitet sehr lange nach Feierabend als ihr Computer abstürzt. Sie bittet den Kollegen Gary Michaels um Hilfe. Michaels bekommt bei dem Reparaturversuch einen Stromschlag und stirbt. Douglas fährt seine Leiche im Kofferraum ihres Autos zu ihrem Haus, wo sie sie in den Keller bringt.
Douglas vergiftet später ihre Kollegin Virginia Wingate, deren Leiche neben der von Michaels aufbewahrt wird. Zwei Pfadfinderinnen besuchen das Haus von Douglas, um Gebäck zu verkaufen. Die Mädchen werden getötet, ihre Leichen in den Keller gebracht.
Douglas übermittelt im Namen von Michaels an ihre Bürokollegen Nachrichten, die vortäuschen, dass der Mann noch lebt. Sie tötet drei weitere Menschen. Nach dem Tod ihrer Mutter steckt sie ihr Haus in Brand, zieht um und sucht einen neuen Bürojob.

## Kritiken
Edward Guthmann verglich den Film in der San Francisco Chronicle vom 12. Dezember 1997 mit einem „Gulasch“. Der Film könne sich nicht entscheiden, ob er eine „Blutbadorgie“ („slasher fest“), eine „Sozialsatire“ oder eine „Rachekomödie“ sein möchte. Barbara Sukowa spiele theatralisch; Molly Ringwald wirke, als ob sie in einer Teenagerkomödie spielen würde; Jeanne Tripplehorn spiele, als ob ihr niemand gesagt hätte, der Film sei eine Komödie.
Das Lexikon des internationalen Films schreibt: „Das makabre Regiedebüt der Fotokünstlerin Cindy Sherman parodiert Stilmittel des Slasher- und Horrorfilms, wobei weniger Spannung als groteske Komik erzeugt wird. Vor allem in der Farbgestaltung findet ihr fotografischer Inszenierungsstil eine Fortführung, zugleich zollt sie ihrem Lieblingsgenre Tribut.“

## Auszeichnungen
Cindy Sherman wurde im Jahr 1997 für den Goldenen Leoparden des Internationalen Filmfestivals von Locarno nominiert.

## Hintergrund
Der Film wurde in Newark (New Jersey) gedreht. Seine Weltpremiere fand am 12. August 1997 auf dem Internationalen Filmfestival von Locarno statt; am 5. September 1997 wurde er auf dem Toronto Film Festival gezeigt. Der Film spielte in den Kinos der USA knapp über 37 Tsd. US-Dollar ein.